# Анатолій Кудрявицький
Анатолій Кудрявицький (рос. Анато́лий Иса́евич Кудрявицкий, англ. Anatoly Kudryavitsky) — російський і ірландський поет, романіст, перекладач.

## Біографія
Народився в Москві 17 серпня 1954 року. Батько, офіцер радянського флоту і учасник Великої Вітчизняної Війни, народився в Україні, в Дніпропетровську. Мати, вчитель музики, народилася в Санкт-Петербурзі, жила в Москві. Її батько, ірландський інженер-поліграфіст, був репресований в СРСР і провів 13 років  в сталінських таборах. Після закінчення Московського медичного інституту Анатолій Кудрявицький працював дослідником в області імунології, журналістом, літературним редактором в журналах «Знання — сила», «Вогник», редактором поезії в журналі «Іноземна література», заступником головного редактора літературного журналу «Стрілець».
В кінці 1970-х — початку 1980-х був одним з авторів самвидаву. Його «епіграми на листівках», виконані в той період, представлені в антології «Самвидав століття». Перша розповідь опублікувала в 1989 році, першу підбірку віршів — в 1990 році. Член Союзу письменників Москви, міжнародного і ірландського Пен-клубу, він в 1998 став засновником і першим президентом (1998—1999) Російського поетичного суспільства. З 1999 р. член редакційної ради «Журналу Поетів» (Москва).
У 1999 році Анатолій Кудрявицький емігрував. Протягом двох років він жив у Франкфурті-на-Майне, потім переїхав до Дубліна (Ірландія), де живе в даний час. З 2006 по 2009 роки викладав літературну творчість в Ірландському Письменницькому Центрі. У 2006 році став одним із засновників Ірландського суспільства авторів хайку; у 2007 році вибраний його президентом. З того ж року є редактором міжнародного журналу хайку «Shamrock», а також редагує міжнародний мережевий літературний журнал «Вікно», у якому публікував у тому числі переведення українських авторів, таких як Марія Матіос, Сергій Жадан, Анна Малігон, Олесь Ульяненко і інших. Перекладав на російський вірші  Галини Крук.
У 2017 році опублікував в Англії антологію сучасної української поезії в його перекладі на англійський, «Кордон», куди увійшли вірші 28 поетів.
У 2019 році опублікував книгу віршів київського поета Олександра Коротко в його перекладі англійською.
У 2022 переклав 55 українських поетів на англійський для антології «Вторгнення: українські вірші про війну», опублікованою в Ірландії.

## Політичні погляди
Критикував сучасну політику Росії; у червні 2014 року у інтерв'ю американському новинному порталу Runy Web сказав: "Зараз – час інерції: Росія скачується в Радянський Союз, патріотизм – в шовінізм".

## Твори

### Романи
- Історії з життя сищика Миллса (Москва, видавництво «Захаров», 2008)
- Леткий Голландець (Москва, видавництво «Текст», 2013)
- Гра тіней в безсонячний день (Москва, видавництво «Текст», 2014), у англійському переведенні: Disunity (UK, Glagoslav Publications, 2013)

### Повісті
- «Парад дзеркал і віддзеркалень». Журнал «Діти Ра», № 3 (53), 2009.
- «Подорож равлика в центр раковини». Журнал «Діти Ра», № 7 (69), 2010.

### Книги віршів
Російською мовою
- «Осінній корабель» (1991, вид-во УДН, Москва)
- «Запечатаниє послання» (1992, вид-во Валентин, Москва)
- «Зірки і звуки» (1993, вид-во Лінор, Москва)
- «У білому вогні чекання» (1994, вид-во «СОВ-ВІП», Москва — Осло)
- «Поле вічних історій». Вид-во «Третя хвиля», Москва — Париж — Нью-Йорк), 1996
- «Граффіті». Вид-во «Третя хвиля», Москва — Париж — Нью-Йорк, 1998
- «Книга для відвідувачів». Вид-во «Третя хвиля», Москва — Париж — Нью-Йорк), 2001
- «Вітер зелених зірок». Нові і вибрані вірші. Москва, вид-во ДООС, 2015 (серія ДООС-ПОЄЗІЯ). ISBN 978-5-9906507-5-6
- «Книга гимміков, або Двоголова людина і паперове життя». Вибрана стіхопроза. Москва, вид-во Евг. Степанова, 2017 (серія «Авангранди»). ISBN 978-5-91865-463-7
- «Контури» (книга нових віршів). Видавництво Free Poetry, Чебоксари – Москва, 2020.

Англійською мовою
- «Shadow of Time» («Тінь часу»), книга віршів. Goldsmith Press, Ірландія, 2005
- «Morning at Mount Ring» («Ранок в гори Кільце»), книга хайку, Doghouse Books, Ірландія, 2007.
- "Capering Moons" («Пустуючі місяці»), книга хайку. Doghouse Books, Ірландія, 2011. ISBN 978-0-9565280-2-5
- "Horizon" («Горизонт»), книга хайку. Red Moon Press, США, 2016. ISBN 978-1-936848-66-9
- "Stowaway" («Безбілетник»), книга англійських віршів. SurVision Books, Ірландія, 2019. ISBN 978-1-9995903-1-4
- "The Two-Headed Man and the Paper Life", книга прозових віршів. MadHat Press, США, 2019. ISBN 978-1-941196-87-8
- "Ten Thousand Birds", нове та вибране хайку. Cyberwit Press, Індія, 2020. ISBN 978-93-90202-25-6

### Складання і редагування
- «Поезія безмовності» (антологія сучасною російська поезії) М.: Вид-во А & B, 1998. Ця книга отримала диплом «Книга року» 12-го Московського міжнародного книжкового виставки-ярмарку.
- «Жужукини діти» (антологія російської короткої розповіді другої половини XX століття) М.: Вид-во НЛО, 2000 ISBN 5-86793-080-7
- «Антологія імажизму» М.: Вид-во «Прогрес», 2001. «Незалежна газета» визнала цю книгу «Книгою року» в категорії перевідна поезія.
- «A Night in the Nabokov Hotel: 20 contemporary poets from Russia», Dedalus Press, Dublin, 2006. ISBN 978-19045565-5-8
- «Bamboo Dreams. An Anthology of Haiku Poetry from Ireland». Doghouse Books, Ireland, 2012.
- «Coloured Handprints: 20 Contemporary German-Language Poets», Dedalus Press, Dublin, 2015. ISBN 978-19102511-1-9
- «The Frontier: 28 Contemporary Ukrainian Poets». Антологія. Glagoslav Publications, London, 2017. ISBN 978-19114144-8-3
- «Mirror Sand: An anthology of Russian Short Poems in English Translation». Антологія. Glagoslav Publications, London, 2018) ISBN 978-19114147-2-8
- «Accursed Poets». Російська інакомисляча поезія 1960-1980. Антологія. Smokestack Books, Велика Британія, 2020. ISBN 978-19161392-9-9

## Інтерв'ю
- Анатолий Кудрявицкий. «В хорошей компании» [Архівовано 1 травня 2011 у Wayback Machine.]: Інтерв'ю Дмитру Бавільському // «Приватний кореспондент», 20 квітня 2011 року.
- Анатолий Кудрявицкий. «Я никакой не русско-ирландский, а русский и англоязычный ирландский поэт!» [Архівовано 1 липня 2014 у Wayback Machine.]: Інтерв'ю Геннадієві Кацову для російсько-американського порталу Runyweb.com, червень 2014 р.